# رگی لاین

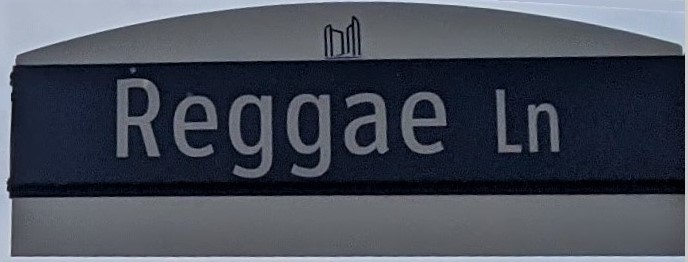
عکسی از تابلوی خیابانی که نام خیابان رگی لین تورنتو را به رسمیت می‌شناسد. گرفته شده در ۲۳ مارس ۲۰۲۱.

رگی لاین (انگلیسی: Reggae Lane) جاده‌ای در تورنتو، انتاریو، کانادا است که از شرق خیابان اوک‌وود، پشت نواری از ساختمان‌ها در سمت جنوبی خیابان اگلینتون در منطقه جامائیکای کوچک (تورنتو) امتداد دارد.
محله نزدیک رگی لاین در اواخر دهه ۱۹۶۰ به عنوان مرکز ضبط رگی شناخته شد.